# NGC 4827
NGC 4827 је елиптична галаксија у сазвежђу Береникина коса која се налази на NGC листи објеката дубоког неба.
Деклинација објекта је + 27° 10' 43" а ректасцензија 12h 56m 43,7s. Привидна величина (магнитуда) објекта NGC 4827 износи 12,9 а фотографска магнитуда 13,9. NGC 4827 је још познат и под ознакама UGC 8065, MCG 5-31-16, CGCG 160-28, PGC 44178.